# Hero Senki: Project Olympus
Hero Senki: Project Olympus (ヒーロー戦記 プロジェクトオリュンポス?, War hero Purojekuto Oryunposu, "War Hero Project Olympus") è un videogioco del 1992 pubblicato per Super Nintendo. Il videogioco ruota intorno ad una forza d'ordine speciale chiamato ZEUS (Z-Extraordinary United Space) consistente di Amuro Ray (pilota del Gundam), Dan Moroboshi (vera identità di Ultraseven), Minami Koutarou (vera identità di Kamen Rider Black) e Gilliam Yager (pilota del Gespenst ed eventualmente, antagonista principale). L'ambientazione del gioco è la colonia spaziale chiamata Elpis, dove cyborg, Mobile Suit e persone dotate di poter convivono pacificamente. Il giocatore può controllare un gruppo che va da uno a quattro personaggi, che al momento della battaglia si "trasformano" nella loro forma eroica, ma in versione super deformed.